# Juan Góngora
Juan Francisco Góngora Mateo (Fuengirola, España, 14 de agosto de 1988) es un futbolista español que juega como defensa en el CF Talavera de la Segunda División RFEF.

## Trayectoria
Es un defensa formado en la cantera del Real Betis. En la temporada 2008-09, fichó por el Marbella, con el que debutó en Segunda División B, equipo con el que jugaría 35 partidos y disputaría el playoff de ascenso a Segunda División.
En las siguientes dos temporadas como profesional los pasaría en el Real Murcia, alternando entre el primer y el segundo equipo, pero siempre en la Segunda División B.
En 2011, reforzaría la disciplina del Cádiz Club de Fútbol y más tarde, pasaría por los equipos de La Roda Club de Fútbol y Cultural Leonesa. 
En la temporada 2014-15 llega al UCAM Murcia, cuadro en el que permanecería durante cuatro temporadas (la tercera de ellas, en Segunda División).
En julio de 2018, firma por Unionistas de Salamanca, club que recientemente había subido a Segunda División B, en el que permanecería durante dos temporadas.
En julio de 2020, se convierte en nuevo jugador del Club de Fútbol Talavera, equipo con el que ascendería a la nueva Primera RFEF, categoría que disputaría durante la temporada 2021-22.
El 16 de julio de 2022, firma por el Águilas Fútbol Club de la Tercera División RFEF.

## Clubes
| Club                    | País   | Temporada |
| ----------------------- | ------ | --------- |
| Real Betis B            | España | 2007-2008 |
| Marbella                | España | 2008-2009 |
| Real Murcia Imperial    | España | 2009-2010 |
| Real Murcia             | España | 2010-2011 |
| Cádiz                   | España | 2011-2012 |
| La Roda                 | España | 2012-2013 |
| Cultural Leonesa        | España | 2013-2014 |
| UCAM Murcia             | España | 2014-2018 |
| Unionistas de Salamanca | España | 2018-2019 |
| Unionistas de Salamanca | España | 2019-2020 |
| Talavera                | España | 2020-2022 |
| Águilas Fútbol Club     | España | 2022-     |

## Palmarés

### Títulos nacionales
| Título                       | Club           | País   | Año  |
| ---------------------------- | -------------- | ------ | ---- |
| Segunda División B de España | UCAM Murcia CF | España | 2016 |